# Aftershock
| 전문가 평가   | 전문가 평가 |
| 총 점수       | 총 점수     |
| 출처          | 점수        |
| ------------- | ----------- |
| 메타크리틱    | 78/100      |
| 평가 점수     |             |
| 출처          | 점수        |
| AllMusic      | [ 2 ]       |
| Blabbermouth  | 9/10        |
| The Guardian  | [ 4 ]       |
| MetalSucks    | [ 5 ]       |
| Mojo          | [ 6 ]       |
| Pitchfork     | 7.6/10      |
| Revolver      | [ 8 ]       |
| Rolling Stone | [ 9 ]       |

《Aftershock》은 영국의 헤비 메탈 밴드 모터헤드의 스물한 번째 스튜디오 음반이다. 원래 2013년 중반에 발매될 예정이었으나, 독일에서 10월 18일, 유럽의 나머지 지역에서 10월 21일, 북미와 전 세계에서 10월 22일에 각각 발매되었다. 이 음반은 UDR/모터헤드 뮤직 콜라보레이션으로 발매된 네 번째 음반으로, ADA가 처음으로 배급자로 나섰다.

## 녹음
2012년 8월, 메이헴 페스티벌 투어 중 《아티산 뉴스 서비스》와의 인터뷰에서, 모터헤드의 드러머 미키 디는 이 밴드가 이미 2010년 《The Wörld Is Yours》의 후속곡을 위해 많은 곡을 썼지만, 이 밴드는 계속해서 작곡을 하고 있다고 밝혔다. 그리고 나서 그는 새 음반이 2013년에 녹음되어 발매될 것이라고 계속해서 말했다. 《클래식 록 리비지티드》와의 인터뷰에서 레미 킬미스터는 모든 커버로 구성된 음반의 가능성에 대해 질문을 받았다. 레미는 그것이 논의되었고 "하면 재미있을 것"이라고 말했다. 그는 또한 커버 음반이 만들어지면 밴드의 다양한 음악적 취향이 다양한 트랙 목록을 보장할 것이라고 언급했다.
2012년 10월 말, 밴드는 2013년 1월에 스튜디오에 들어갈 계획을 세웠다고 발표되었다. 또한 이전 네 장의 음반을 프로듀싱했던 카메론 웨브가 새 음반을 프로듀싱하기 위해 다시 돌아올 것이다. 타이틀은 2013년 6월 18일에 공개되었다.

## 곡 목록
모든 곡들은 레미 킬미스터, 필 캠벨, 미키 디에 의해 작사/작곡하였다.
| #   | 제목                             | 재생 시간 |
| --- | -------------------------------- | --------- |
| 1.  | 〈Heartbreaker〉                 | 3:05      |
| 2.  | 〈Coup de Grace〉                | 3:45      |
| 3.  | 〈Lost Woman Blues〉             | 4:09      |
| 4.  | 〈End of Time〉                  | 3:17      |
| 5.  | 〈Do You Believe〉               | 2:59      |
| 6.  | 〈Death Machine〉                | 2:37      |
| 7.  | 〈Dust and Glass〉               | 2:51      |
| 8.  | 〈Going to Mexico〉              | 2:51      |
| 9.  | 〈Silence When You Speak to Me〉 | 4:30      |
| 10. | 〈Crying Shame〉                 | 4:28      |
| 11. | 〈Queen of the Damned〉          | 2:41      |
| 12. | 〈Knife〉                        | 2:57      |
| 13. | 〈Keep Your Powder Dry〉         | 3:54      |
| 14. | 〈Paralyzed〉                    | 2:50      |